# Espen Østergaard
Espen Østergaard es un deportista danés que compitió en piragüismo en la modalidad de aguas tranquilas. Ganó una medalla de oro en el Campeonato Europeo de Piragüismo de 2009, en la prueba de K1 4 × 200 m.

## Palmarés internacional
| Campeonato Europeo | Campeonato Europeo     | Campeonato Europeo | Campeonato Europeo |
| Año                | Lugar                  | Medalla            | Competición        |
| ------------------ | ---------------------- | ------------------ | ------------------ |
| 2009               | Brandeburgo (Alemania) | Medalla de oro     | K1 4 × 200 m       |